# Marvin Ayres
Marvin Ayres (geboren in 1957 of 1958) is een Brits musicus. Het bespeelt de cello, viool, altviool en piano en is tevens componist. Hij componeert muziek op de grenslijn tussen ambient, minimalistische muziek en klassieke muziek. Er wordt weleens gezegd dat hij zijn eigen strijkkwartet is.
Zijn eerste stappen in de muziekwereld zette hij als medeoprichter van The Government, een jaren 80-bandje, maar hij heeft ook bijgedragen aan muziekalbums van Culture Club, Simply Red, Frankie Goes to Hollywood en Prefab Sprout. Eind jaren 90 gaat hij met zijn muziek de andere kant op en komt op het obscure label Mille Plateaux met twee ambientachtige albums. Deze albums wijken van de “normale” ambientalbums af vanwege de keuze van de instrumenten. Ayres bespeelt de instrumenten al dan niet elektronisch versterkt. Bij de albums worden diverse lagen van cello, viool en andere instrumenten boven elkaar gestapeld, hetgeen een vervreemd effect heeft. Ayres geeft daarbij ook concerten. Zijn shows zijn steeds meer multimedia met allerlei audiovisuele middelen. 
Zijn muziek valt andere alternatieve musici en bands op; hij gaat werken met Jaki Liebeziet van Can en Einstürzende Neubauten. Een langlopend project is MASK, dat hij samen doet met Sonja Kristina.

## Discografie
- Neptune
- Cellosphere
- 2004: Sensory
- 2005: Scape
- 2005: Cycle
- 2006: Heavy Petal (MASK)
  - 2005: Healing senses (single)
  - 2006: Waking the dream (Mask-single)
- 2008: Eccentric deliquescence
- 2010: Technopia (MASK)